# Guglielmo Morandi
Guglielmo Morandi (Roma, 30 luglio 1913 – Roma, 15 agosto 1999) è stato un regista e sceneggiatore italiano. È stato talvolta accreditato come Billy Moore.

## Biografia
Nato a Roma, inizia l'attività nella direzione di spettacoli teatrali, poi frequenta il Centro Sperimentale Radiofonico, ideato da Fulvio Palmieri e diretto da Franco Cremascoli, con le direttive del Ministero dell'Educazione e del CNR, dove vengono tenuti corsi di specializzazione per la radiofonia, di attori, annunciatori, registi, sceneggiatori, tecnici del suono e radiotecnici riparatori.
Dopo tale corso i diplomati verranno assunti dall'EIAR: usciranno annunciatori come Vittorio Cramer, Titta Arista, giornalisti come Pia Moretti e Vittorio Veltroni; tra i registi, figurava lo stesso Morandi, che fu assegnato alle trasmissioni radiofoniche del Servizio Prosa.
Alla fine degli anni trenta Morandi diventa uno dei registi abituali della prosa radiofonica presso la sede di Roma e si alterna nel lavoro con Alberto Casella e Anton Giulio Majano, continuando l'attività anche nel dopoguerra, sino a dirigere anche alcune rappresentazioni nella prosa televisiva della Rai, negli anni cinquanta e sessanta.
Nel 1961 diviene direttore artistico della "compagnia I Nuovi", compagnia stabile di prosa della televisione italiana che aveva scritturato un gruppo di attori diplomati (Paola Bacci, Laura Gianoli, Cristina Mascitelli, Anna Maria Sanetti, Maria Grazia Sughi, Liana Trouché, Franco  Bucceri, Ugo Pagliai, Franco Mezzera, Sandro Pellegrini, Antonio Salines e Ivano Staccioli) e allievi attori.
Dirige tra l'altro lo sceneggiato televisivo Sherlock Holmes, con Nando Gazzolo nella parte dell'investigatore e Gianni Bonagura in quella del dottor Watson e, successivamente, firma la regia televisiva di Giallo club. Invito al poliziesco, con Ubaldo Lay, nel ruolo del tenente Sheridan.
Oltre all'attività di regista si occupa anche di sceneggiature cinematografiche e televisive.
Muore a Roma all'età di 86 anni.

## Filmografia parziale

### Regista

#### Cinema
- L'oro di Londra (1968)

#### Televisione
- Gli interessi creati di Jacinto Benavente, 22 aprile 1955.
- Se tu no m'ami, un atto di Paola Riccora, trasmesso il 22 dicembre 1956.
- Padri e figli – sceneggiato televisivo (1958)
- L'orologio a cucù, 03 gennaio 1958.
- Mamouret di Jean Sarment (1958)
- Sigfrido di Jean Giraudoux – sceneggiato televisivo, 8 maggio 1959.
- La casa delle sette torri di Nathaniel Hawthorne – sceneggiato televisivo, 11 settembre 1959.
- Romanticismo di Gerolamo Rovetta, 13 giugno 1960.
- La moglie americana di Renzo Nissim, 15 novembre 1960.
- Alla ricerca della felicità di Viktor Rozov, 13 ottobre 1961.
- Ma non è una cosa seria di Luigi Pirandello, 24 novembre 1961.
- Giorni felici di Claude-André Puget, 26 gennaio 1962.
- Il cane dell'ortolano di Lope de Vega, 23 marzo 1962.
- Un libretto di banca di Ottavio Cecchi e Alberto Ciattini, 26 maggio 1962.
- Esami di maturità di Ladislao Fodor, 20 luglio 1962.
- Il paese delle vacanze di Ugo Betti, 20 agosto 1962.
- Tre mesi di prigione di Charles Vildrac, 31 agosto 1962.
- Buona fortuna di Viktor Rozov, 3 dicembre 1962.
- Lo stratagemma dei bellimbusti di George Farquhar, 6 settembre 1963.
- La sciarpa – sceneggiato televisivo (1963)
- Che disgrazia l'ingegno di Aleksandr Sergeevič Griboedov, 24 luglio 1964.
- Avventure di fine estate di Lee Lehman, 7 ottobre 1964.
- La sconcertante signora Savage di John Patrick, 11 ottobre 1964.
- I tristi casi di Amos Barton di George Eliot, 6 giugno 1965.
- Madame Curie di Eva Curie e Alfio Valdarnini, 10 luglio 1966.
- Sherlock Holmes, episodi La valle della paura e Il mastino dei Baskerville, trasmessi dal 25 ottobre 1968.[4]
- Mancia competente di Aladár László, 23 maggio 1969.
- Il signore e la signora Barbablù di Gerald Vernier, trasmessa dal Secondo Programma il 15 giugno 1973.
- Don Giovanni in Sicilia, da Vitaliano Brancati, 3 puntate, dal 2 al 16 gennaio 1977.
- Giallo di sera – miniserie TV di 6 puntate (1971)

### Soggettista e sceneggiatore
- La primula bianca, regia di Carlo Ludovico Bragaglia (1946)
- L'altra, regia di Carlo Ludovico Bragaglia (1947)

## Radio
- La stella sul mondo di Gino Valori, trasmessa il 4 gennaio 1943.
- La 52ª giornata di Enrico Fulchignoni, trasmessa l'8 febbraio 1943.
- Ludru e la sua grande giornata di C.A. Bon, trasmessa il 30 novembre 1945.
- Il cavaliere di Seingalt di Giacomo Casanova, trasmessa il 28 ottobre 1951.
- Arazzo di Marisa Mantovani, trasmessa il 30 novembre 1951.
- La calzolaia ammirevole di Federico García Lorca, trasmessa il 7 aprile 1957.
- Il Capitan Fracassa di Théophile Gautier, trasmessa il 1º maggio 1958.